# Юй-ши
Юй-ши (кит. 雨師; досл.: «повелитель дождей») — бог дождя в китайской мифологии, культ которого сохранился с глубокой древности до наших дней.

## Описание
Идентифицировался и отождествлялся с разными персонажами и существами: с куколкой насекомого («Шань хай цзин» — «Книга гор и морей»); с Сюань-мином, сыном божества Гун-гуна; с богом созвездия Би; с одноногой птицей шан-ян, изменяющей свой размер, чей вдох иссушал моря. В поздних храмовых изображениях представлен в облике чернобородого военачальника, одетого в жёлтый доспех и держащего в левой руке чашу с драконом, а правой рукой разбрызгивающего дождь или направляющий дождевые тучи мечом.
Согласно «Книге гор и морей», Юй-ши имеет обнажённую черноликую наложницу (кит. 雨師妾), которая в каждой руке держит по змее, также, в её левом ухе находится зелёный змей, а в правом ухе — красный.